# Paz de Jam Zapolski

Los cambios territoriales acordados en el tratado ruso-polaco.

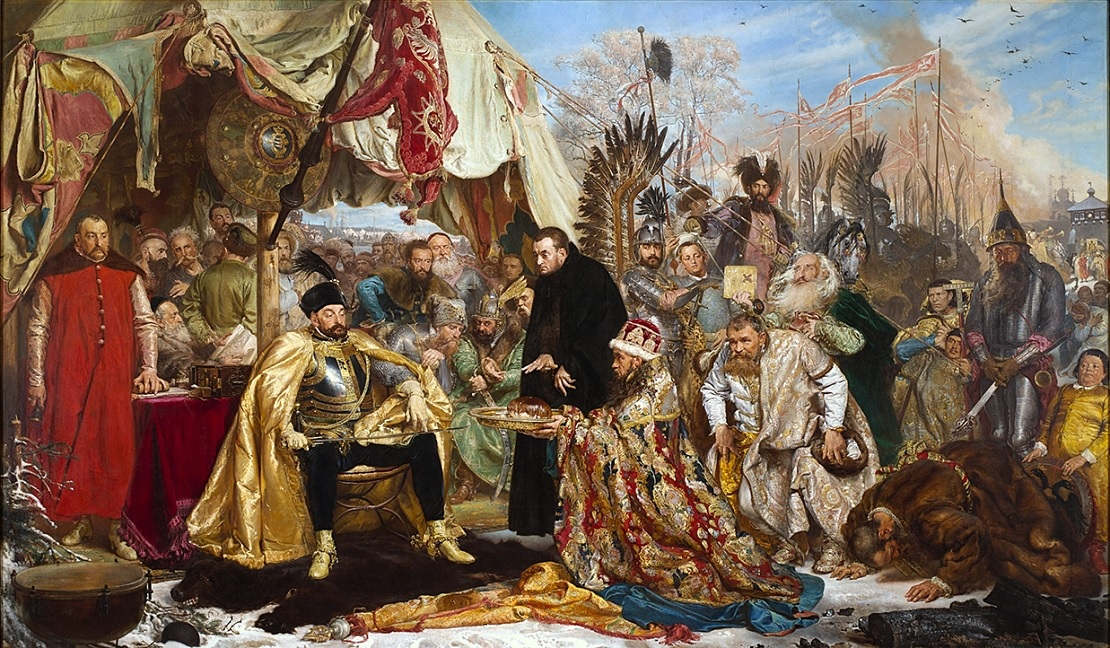
Bathory en Pskov, 1579. Pintura de Jan Matejko, fechada en 1872.

La Paz de Yam Zapolski o Tregua de Yam Zapolski fue un tratado, firmado en Yam Zapolski, por el cual se estableció una tregua de diez años tras el asedio a Pskov que puso fin a la prolongada Guerra Livona de 1558-1582 y, en general, a la serie de guerras ruso-lituanas del siglo XVI. Se concluyó con la ayuda del legado papal Antonio Possevino y lo firmaron el 15 de enero de 1582 el rey de Polonia y gran duque de Lituania Esteban I Báthory en nombre de la Mancomunidad de Polonia-Lituania y el zar Iván IV de Rusia. 
Según los términos del tratado, Rusia renunciaba a todo reclamo sobre Livonia y Pólotsk, pero no cedía ningún territorio ruso principal, ya que Báthory devolvió los que había ocupado durante la guerra y abandonó el asedio de Pskov. La tregua se prolongó veinte años más en 1600, por el acuerdo alcanzado entre la misión diplomática enviada a Moscú y encabezada por Lew Sapieha y el zar Borís Godunov. Terminó cuando los polacos invadieron Rusia en 1605.